# Canal Griboedova
El canal Griboyédova (canal de Catalina antes de 1923) es un canal de San Petersburgo (Rusia) originario del río Moika a la altura de los Campos de Marte, y desemboca en el río Fontanka cerca del Puente de Malo-Kalinkin. Tiene una longitud de 5 km, y 32 m de ancho. El consumo promedio de agua es de 3,01 a 3,04 m³ / s.

## Historia

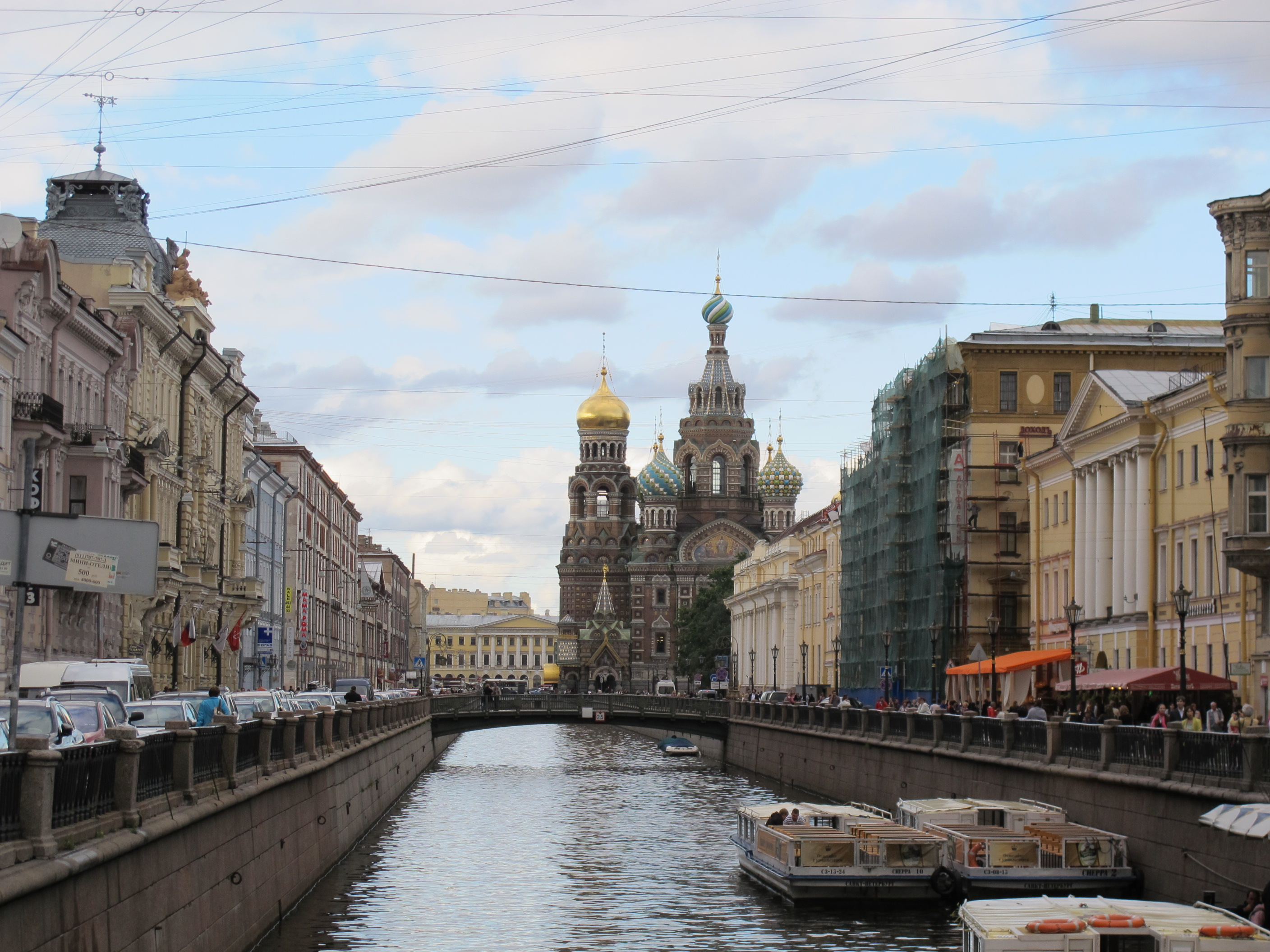
Canal Griboyédova con vista a la Iglesia del Salvador sobre la sangre derramada.

Originalmente fue nombrado Canal de Catalina en honor a la emperatriz Catalina II. El 6 de octubre de 1923 el canal fue rebautizado en honor al dramaturgo y diplomático ruso Aleksandr Griboyédov, quien vivía en una casa en el terraplén del canal y fue conocido como canal del escritor Griboyédov, y en 1931, canal Griboyédova.
El canal está situado en el lecho del río Krivushi (río Ciego). De 1764 a 1790, el canal fue profundizado y sus bancos fueron reforzados y cubiertos con granito.